# Mon roi
Mon roi is een Franse film uit 2015, geregisseerd door Maïwenn. De film ging in première op 17 mei op het Filmfestival van Cannes.

## Verhaal
Tony revalideert na een ernstige knieblessure. Haar fysieke lijdensweg wordt mede beïnvloed door de herinneringen aan haar ex-man, een charismatische oplichter. Ze hebben samen een zoon en nu probeert Tony te ontsnappen van zijn invloed op haar.

## Rolverdeling
| Acteur            | Personage |
| ----------------- | --------- |
| Vincent Cassel    | Georgio   |
| Emmanuelle Bercot | Tony      |
| Louis Garrel      | Solal     |
| Isild Le Besco    | Babeth    |

## Prijzen en nominaties
| jaar | prijs                   | categorie     | genomineerde(n)                              | uitslag     |
| ---- | ----------------------- | ------------- | -------------------------------------------- | ----------- |
| 2015 | Filmfestival van Cannes | Beste actrice | Emmanuelle Bercot (ex-aequo met Rooney Mara) | Gewonnen    |
| 2016 | César                   | Beste film    | Beste film                                   | Genomineerd |